# Calderonegletsjeren
Calderonegletsjeren (italiensk: Ghiacciaio del Calderone) er den eneste gletsjer i bjergkæden Appenninerne, beliggende i Gran Sasso d'Italia. Den ligger nedenfor Corno Grande, den højeste top i Appenninerne.
Efter at den spanske Corral de la Veleta-gletsjeren (37° N) forsvandt i 1913, - den lå i Sierra Nevada, er "Il Calderone" den sydligst beliggende gletsjer i Europa (42°28′N, 13°33′E). Hvis den nuværende afsmeltning fortsætter, vil Calderone snart dele Corral de la Veleta's skæbne. Opdagelsen af en række små gletsjere i Prokletije i 2009 ser ud til at kunne true Calderone's rekord, men den Italienske gletsjer er stadig den sydligste 

## Historisk udvikling
I 1794 anslog man Calderone volume til over 4 millioner kubikmeter; I 1916 havde dens volume mindsket til 3,3 million m³, og i 1990, var den svundet til 360.931 m³. I 1998 forudså Italienske glaciologer på et symposium i L'Aquila at Calderone ville forsvinde i løbet af få årtier.
| Surface and volume of the glacier |              |           |
| År                                | Overflade m² | Volume m³ |
| 1794                              | 104.257      | 4.332.207 |
| 1884                              | 90.886       | 3.382.166 |
| 1916                              | 63.335       | 3.386.485 |
| 1934                              | 59.713       | 2.461.529 |
| 1960                              | 60.030       | 1.729.934 |
| 1990                              | 52.586       | 360.931   |
| 2005                              | 32.900       | ---       |
| 2006                              | 32.700       | ---       |
| 2008                              | 35.545       | ---       |

## References
1. ↑  Grunewald, K,; Scheithauer, J, (2010), "Europe's southernmost glaciers: response and adaptation to climate change" (PDF), Journal of Glaciology, 56 (195): 129-142, arkiveret fra originalen (PDF) 12. august 2017, hentet 15. december 2017{{citation}}:  CS1-vedligeholdelse: Ekstra tegnsætning (link)
2. ↑  Visconti, Guido; M. Beniston; Emilio D. Iannorelli; Diego Barba (2001). Global Change and Protected Areas (Advances in Global Change Research). New York: Kluwer Academic Publishers. s. 425–435. ISBN 0-7923-6918-1. {{cite book}}: Cite har en ukendt tom parameter: |2001= (hjælp)

42°28′N 13°33′Ø / 42.467°N 13.550°Ø